# ライフガーズ

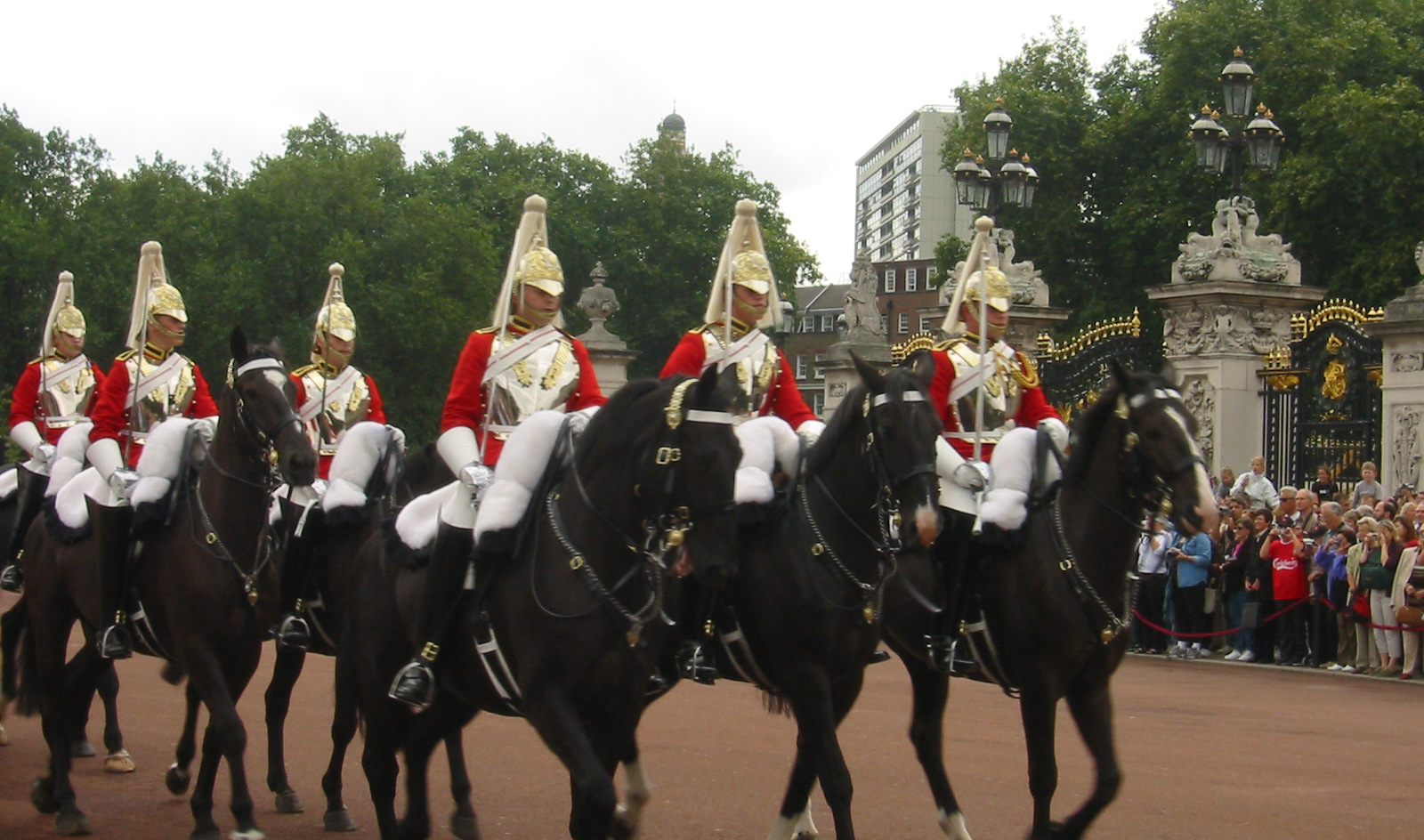
バッキンガム宮殿前を行進するライフガーズ。

ライフガーズ（英: Life Guards）はイギリスの近衛騎兵連隊であり、イギリス陸軍に於ける連隊序列第一位の連隊である。日本語では”ライフガーズ連隊”、”ライフガード連隊”、”ライフ近衛連隊”等の表記も見られる。また、ライフガードと混同されて”救難隊”と誤訳される例も見られた。
一般の連隊のように各旅団に戦闘部隊（大隊や中隊）を派遣し、衛兵任務の人員を配置するための組織としては、ブルーズ・アンド・ロイヤルズ（The Blues and Royals）と共に王室騎兵隊 (Household Cavalry:HHC)が編成されている。ブルーズ・アンド・ロイヤルズ連隊が清教徒革命期に議会派だった部隊の流れを汲んでいるのに対し、ライフガーズ連隊は王政復古時に王党派だった騎兵中隊が基になっている。

## 歴史

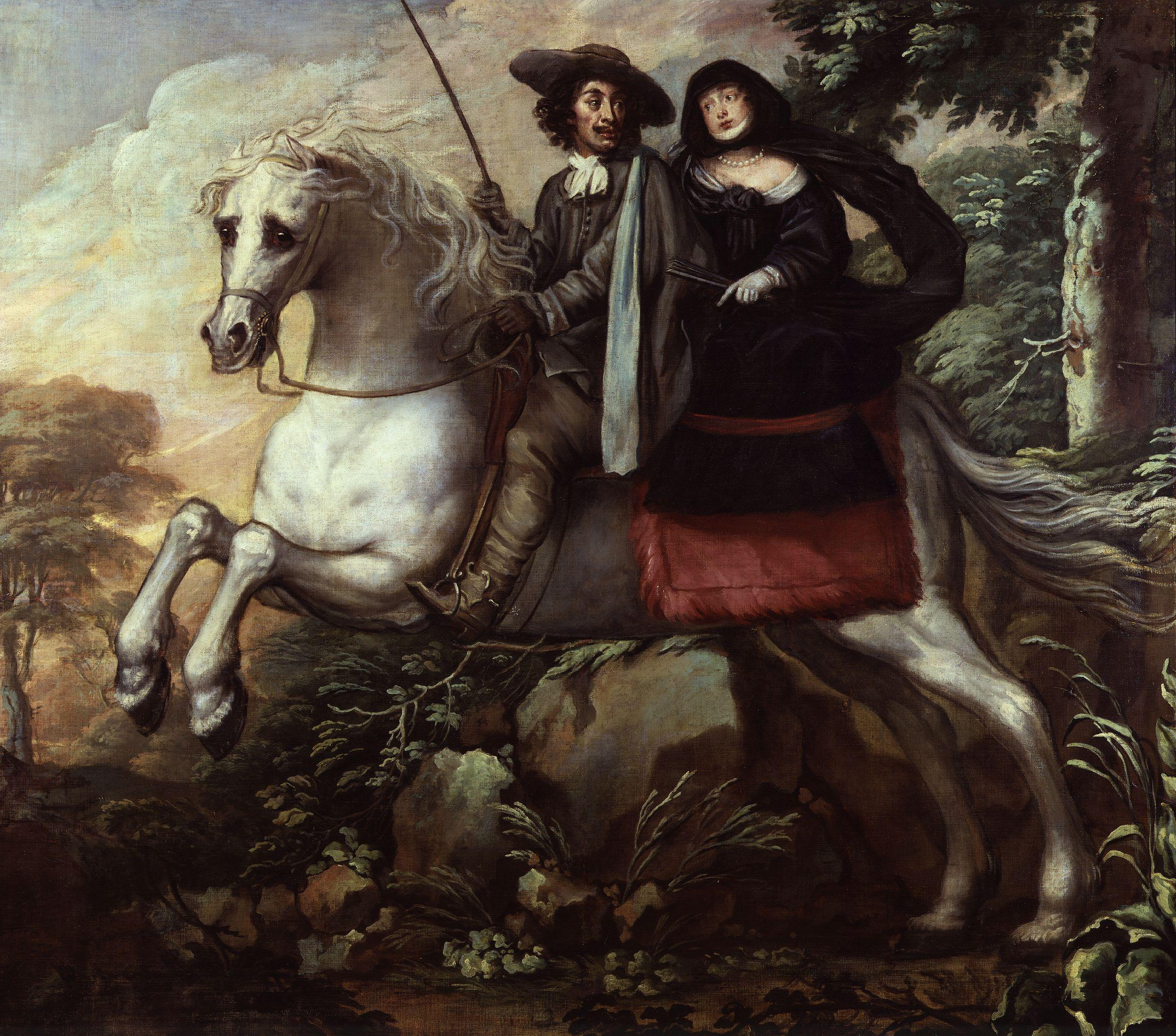
ウスターの戦いに敗れて落ち延びるチャールズ。

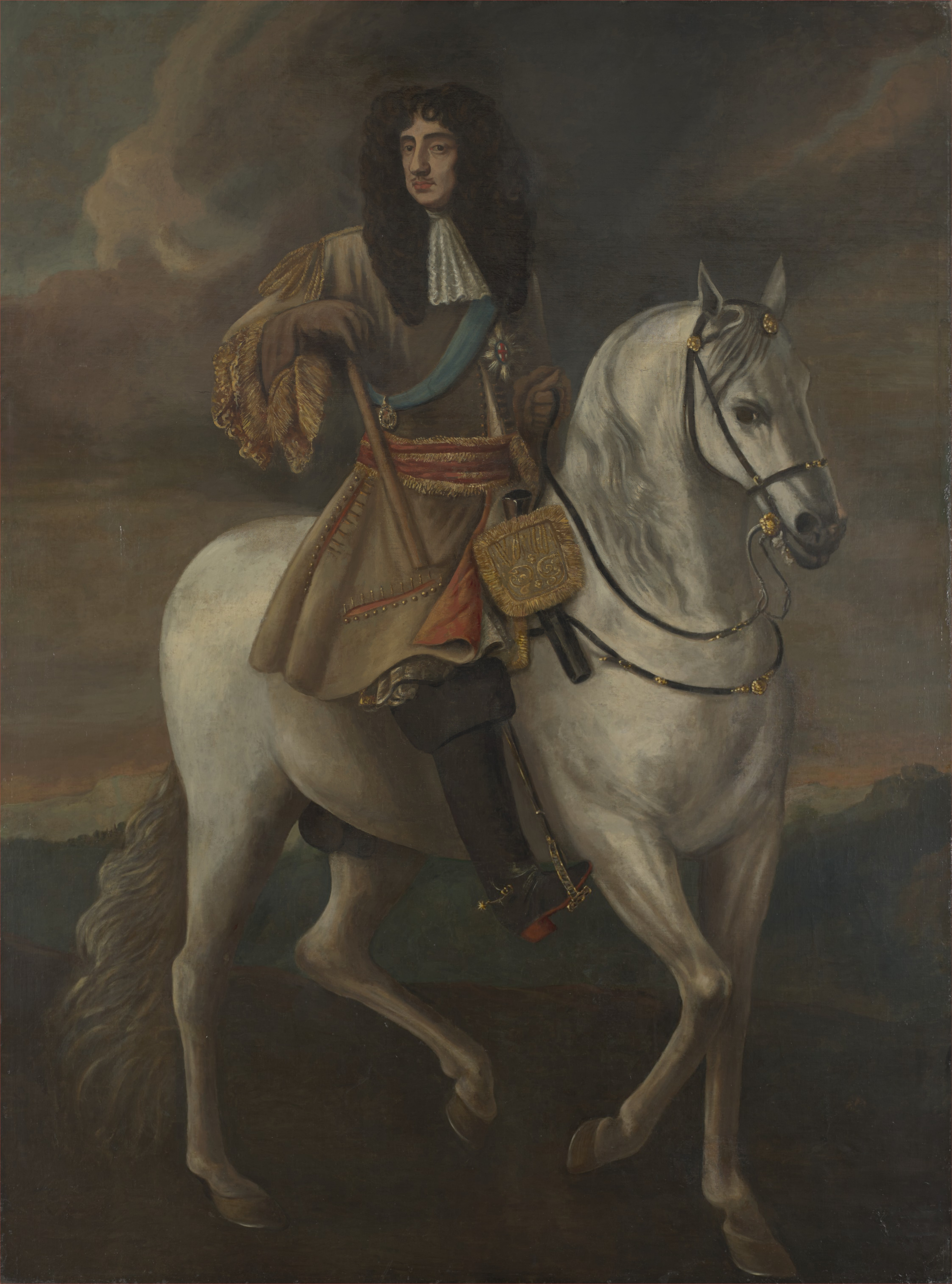
馬上のチャールズ2世

1651年、チャールズ皇太子（後のチャールズ2世）は、イングランド内戦に於ける最後の大きな戦闘となったウスターの戦い（en）に敗れて大陸へ亡命した。この時チャールズ皇太子に従っていたジェントルマン階級のロイヤリスト80名により、1652年に騎馬護衛隊（Royal Mounted Bodyguard）がオランダで編成された。当時はチャールズ皇太子個人のボディーガード（Life Guard）であり、戦闘時は歩兵として戦った。彼らは”ジェントルメン・オブ・ザ・ライフガーズ”（Gentlemen of the Life Guards）とも呼ばれていた。そして同じ頃、チャールズの弟で後にジェームズ2世となるヨーク公も騎馬護衛隊を編成していた。また、当時議会派だったジョージ・マンクも自身の騎馬護衛隊（Monck's Life Guards）を持っていたが、マンク将軍は王政復古に際して王党派に転向したので、彼の騎馬護衛隊もそれに従った。
1660年5月、チャールズはこれらの3個騎馬隊に将校を任命し、3個の近衛騎兵（ホースガーズ Horse Guards）中隊としてロンドン入城に同行した。騎兵中隊は、チャールズ皇太子の護衛隊が第1中隊とされてキングス中隊（King's Troop）、マンク将軍の騎馬隊が第2中隊とされてクィーンズ中隊（Queen's Troop）、ヨーク公の護衛隊が第3中隊とされてデューク・オブ・ヨークス中隊（Duke of York's Troop）と呼ばれた。
1661年4月、第4中隊・スコッツ中隊（Scots troop）が設立された。
1678年、当時フランスの影響で歩兵連隊に擲弾兵中隊が設けられるようになっていたが、この擲弾兵に機動性を持たせようという発想から、第1乃至第3ホースガーズ中隊に騎馬擲弾兵（ホース・グレナディアガーズ Horse Grenadier Guards）が配属された。騎馬擲弾兵は擲弾とフリントロック式のマスケット銃”フュージル”（Fusil）及び銃剣を装備した乗馬歩兵であり、騎馬により移動し、戦闘の際は下馬して擲弾の投擲や射撃、銃剣による白兵戦を行なった。
1693年、各中隊の騎馬擲弾兵が集められ、ホース・グレナディアガーズ中隊が編成された。そして、1702年には第2中隊・スコッツ中隊（Scots troop）が編成された。
1746年、ホースガーズは2個中隊に再編された。
1788年、ホースガーズの2個中隊と第1及び第2ホース・グレナディアガーズ中隊は廃止され、ライフガーズ第1連隊（1st Regiments of Life Guards）及び同第2連隊（2nd Regiments of Life Guards）に再編された。
1922年、ライフガーズ第1連隊と第2連隊が統合され、ライフガーズとなった。

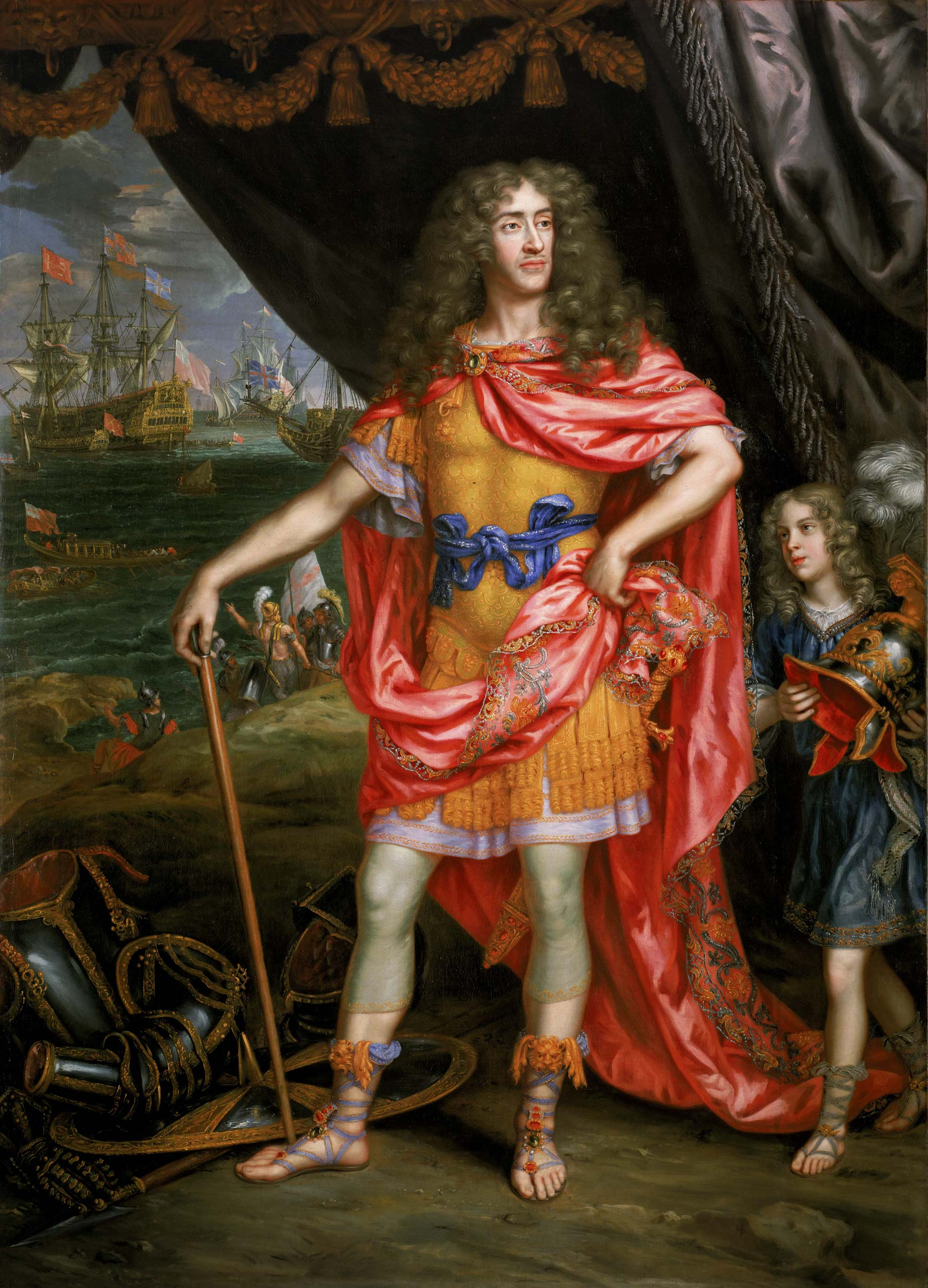
ヨーク公（後のジェームズ2世）
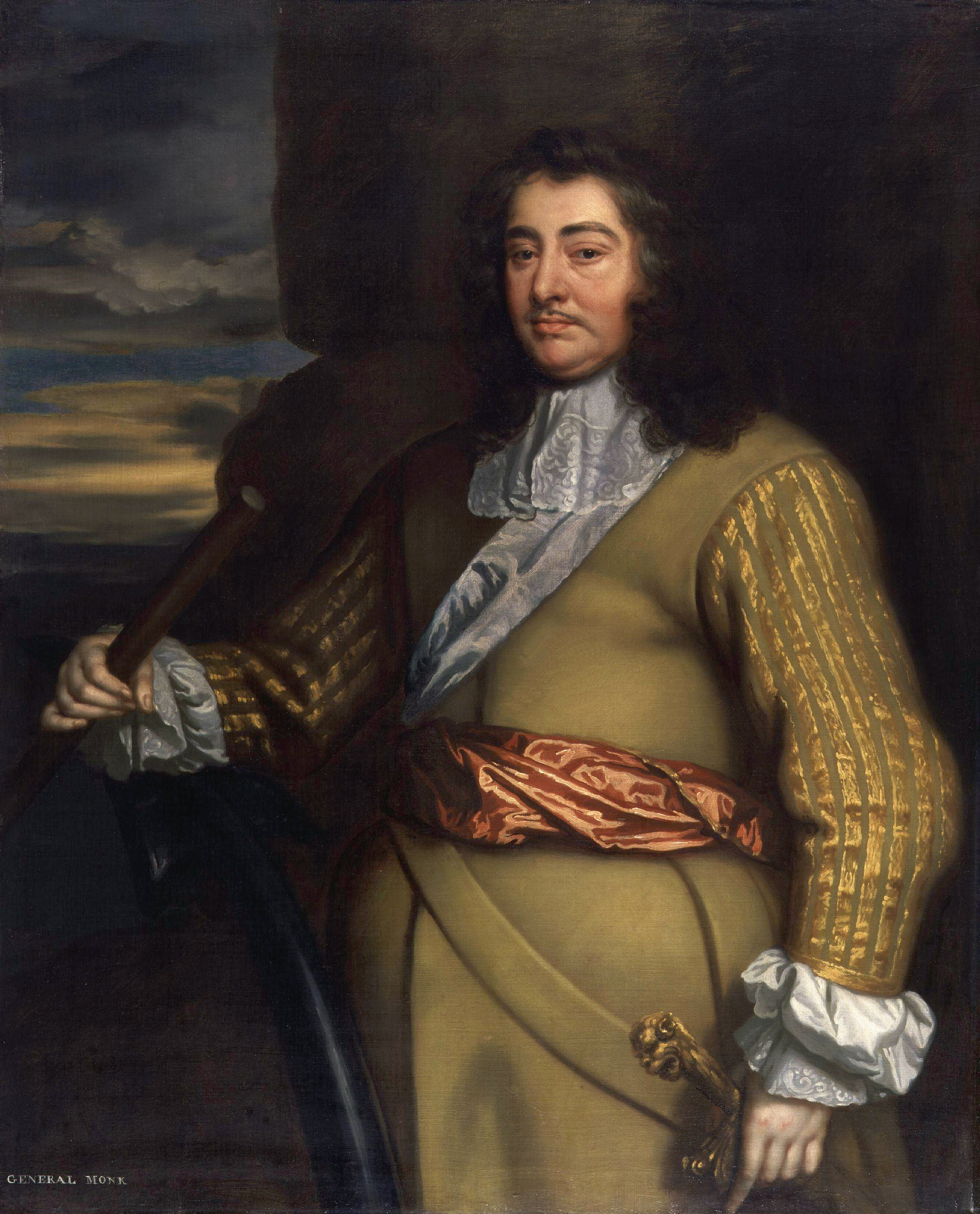
ジョージ・マンク。

## 構成

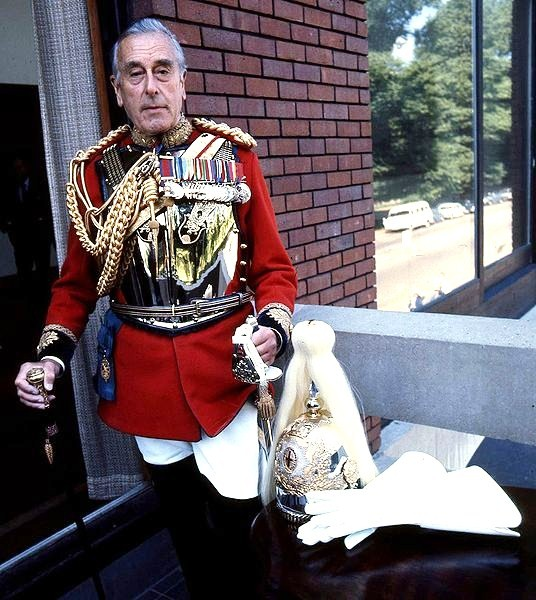
連隊長時代（1965～1979）のルイス・マウントバッテン伯爵。乗馬正装で、右手に。”ゴールドスティック”を持っている。

カーネル・イン・チーフ（Colonel-in-Chief）には歴代君主が就任している。名誉職の連隊長は1999年からチャールズ・ガスリー大将（Charles Guthrie, Baron Guthrie of Craigiebank）が務めている。ガスリー大将はウェルシュガーズ出身で、中佐時代には同連隊の機械化歩兵大隊長を務め、第1装甲旅団長、第2師団長、第1軍団長、イギリス陸軍ライン軍団長等を歴任した後、参謀総長に就任し、国防参謀総長まで務めた人物である。その後、2019年にはサー・エドワード・アレクサンダー・スミス・オズボーン中将（Lieutenant General Sir Edward Alexander Smyth-Osbourne）がガスリー大将に代わって連隊長に就任した。
連隊本部はブルーズ・アンド・ロイヤルズ連隊の本部と共にウィンザーのコンバーメア・バラックス（Combermere Barracks）に置かれている。
ライフガーズ及びブルーズ・アンド・ロイヤルズの両連隊長は、同時に”ゴールドスティック”（Gold Stick）の役職に就く。2名のゴールドスティックは月交代で君主の随員を務める。そして、ゴールドスティックの補佐として、王室騎兵の指揮官に”シルバースティック”の肩書きが与えられる。

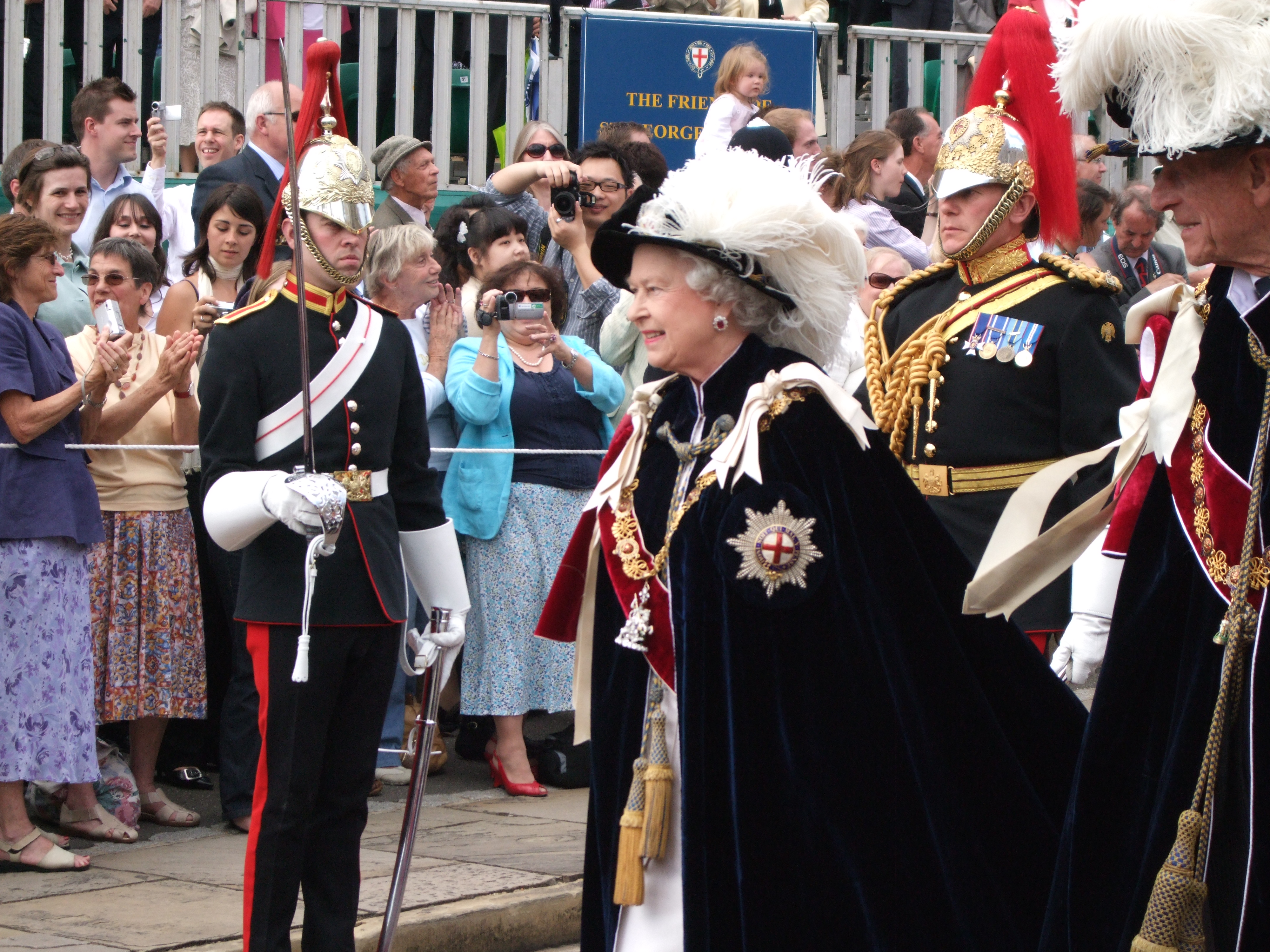
ガーターセレモニーでの連隊カーネル・イン・チーフであるエリザベス2世女王と女王に随行する”シルバースティック”（ブルーズ・アンド・ロイヤルズの将校）。
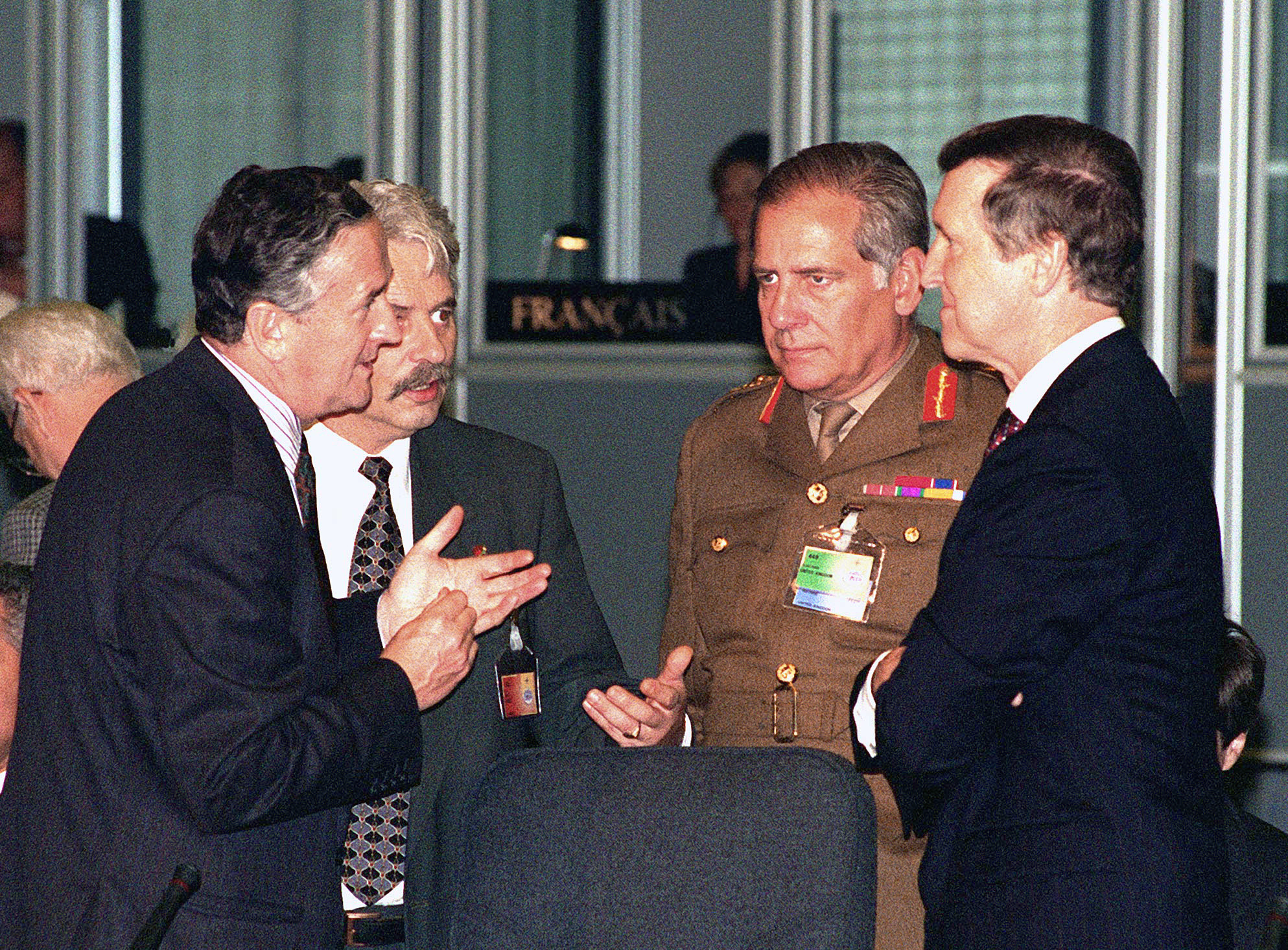
国防参謀総長チャールズ・ガスリー大将（軍服の人物）。
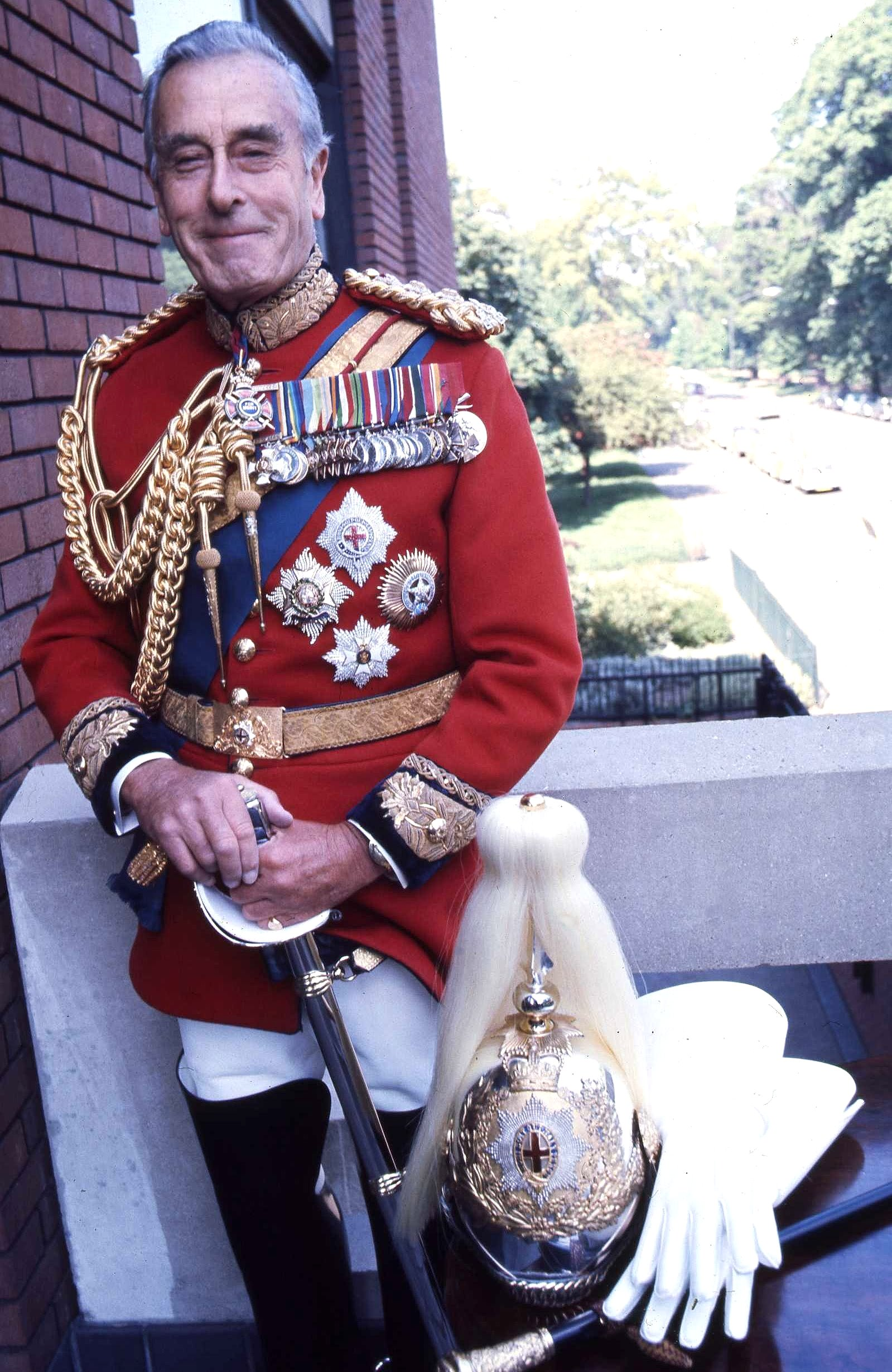
乗馬正装の胸甲を外したマウントバッテン伯爵。

### 王室騎兵

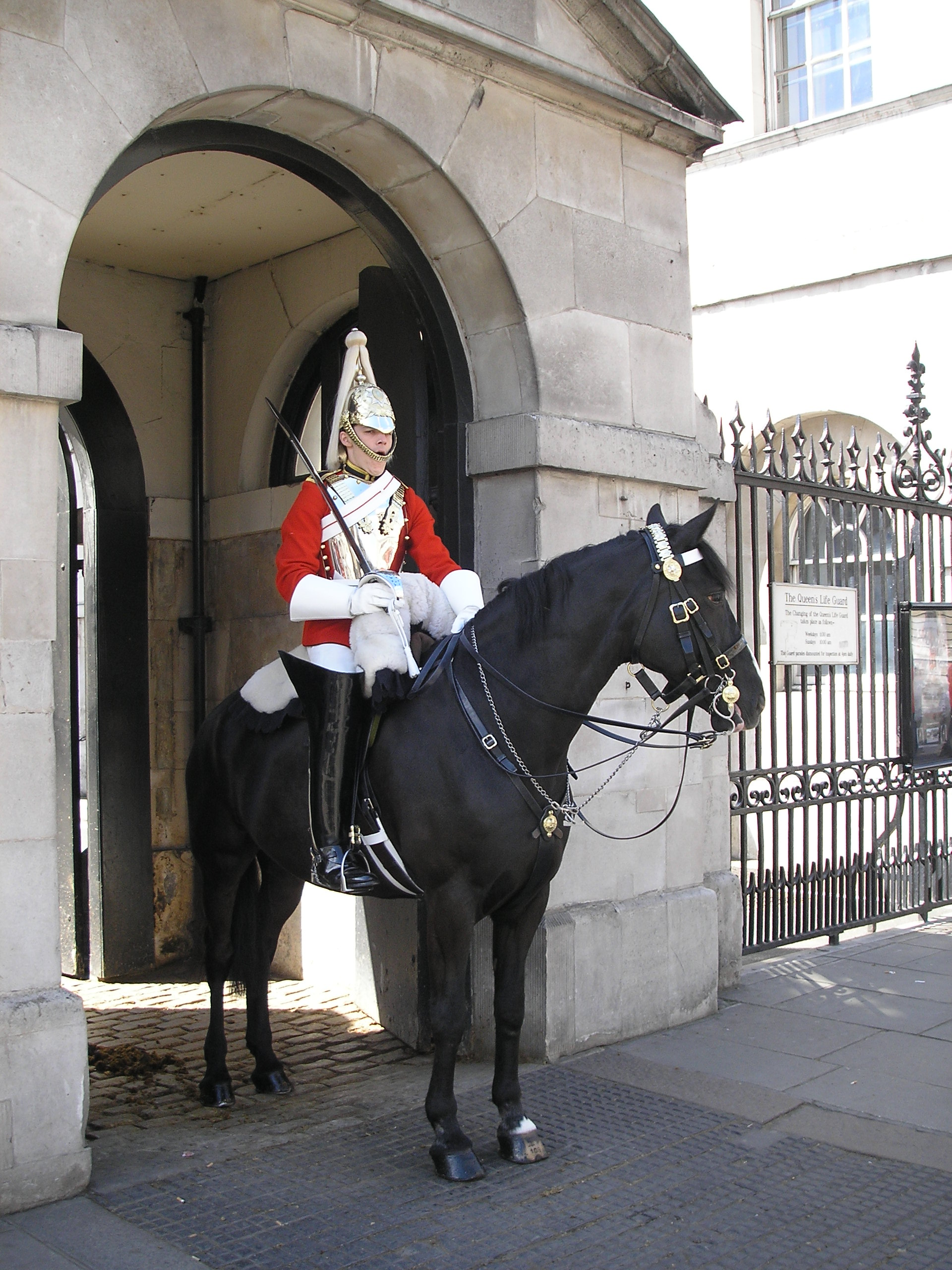
ホース・ガーズにて衛兵任務中のライフガーズ隊員。

ライフガーズ連隊はブルーズ・アンド・ロイヤルズ連隊と共に王室騎兵隊として任務に就く。王室騎兵隊は実戦部隊である王室騎兵連隊（The Household Cavalry Regiment）と衛兵任務部隊である王室騎兵乗馬連隊(Household Cavalry Mounted Regiment)から成る。ライフガーズとブルーズ・アンド・ロイヤルズ両連隊はそれぞれ王室騎兵連隊へ2個、王室騎兵乗馬連隊へ1個の中隊を派遣している。指揮官にはライフガーズ又はブルーズ・アンド・ロイヤルズ何れかの連隊に所属する大佐の階級の者が選ばれる。本部は衛兵部隊を統括するロンドン管区（London District）の本部と共にロンドンのホース・ガーズに置かれている。

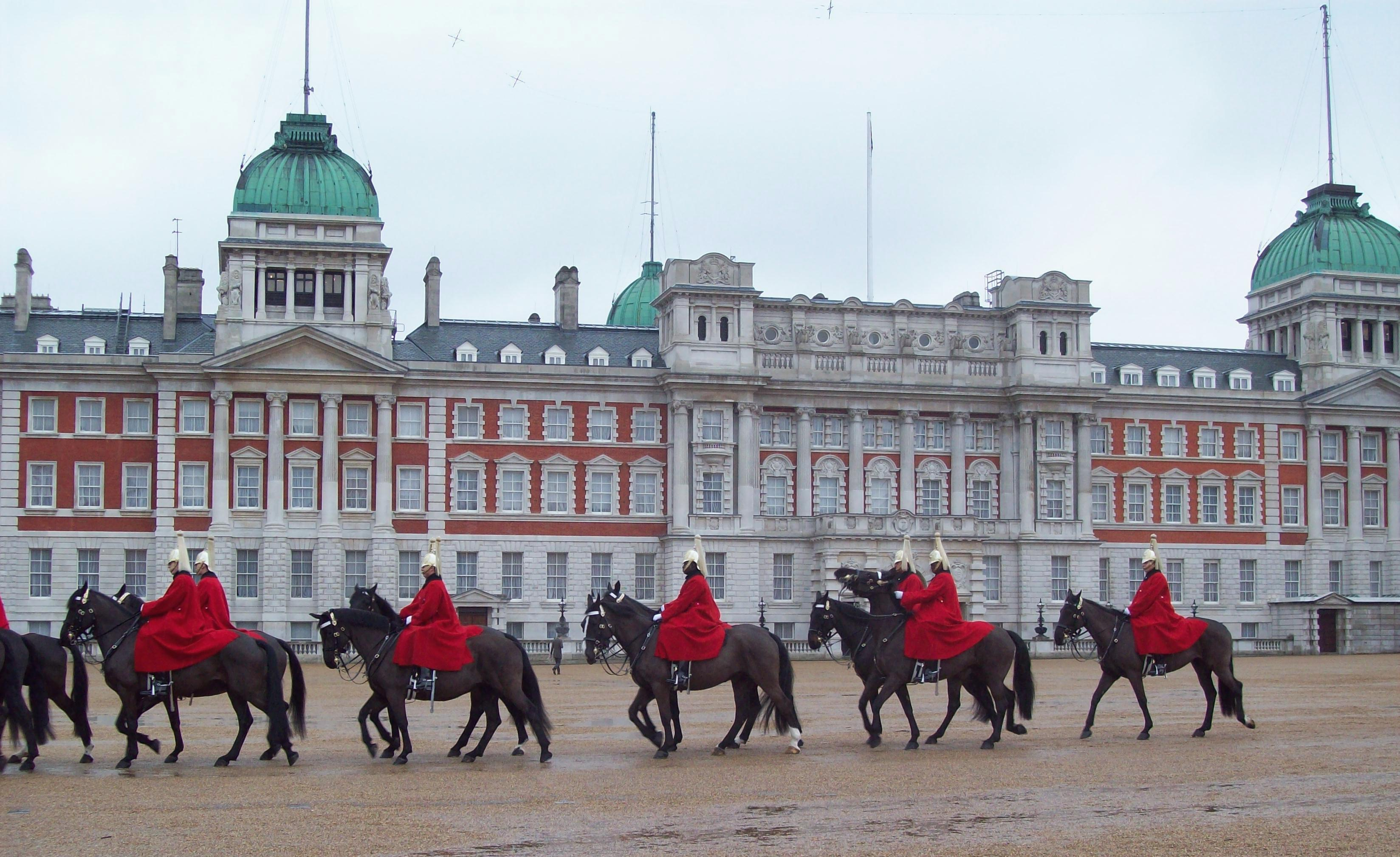
ホース・ガーズの建物とその前を行進するライフガーズ連隊。

### 王室騎兵連隊

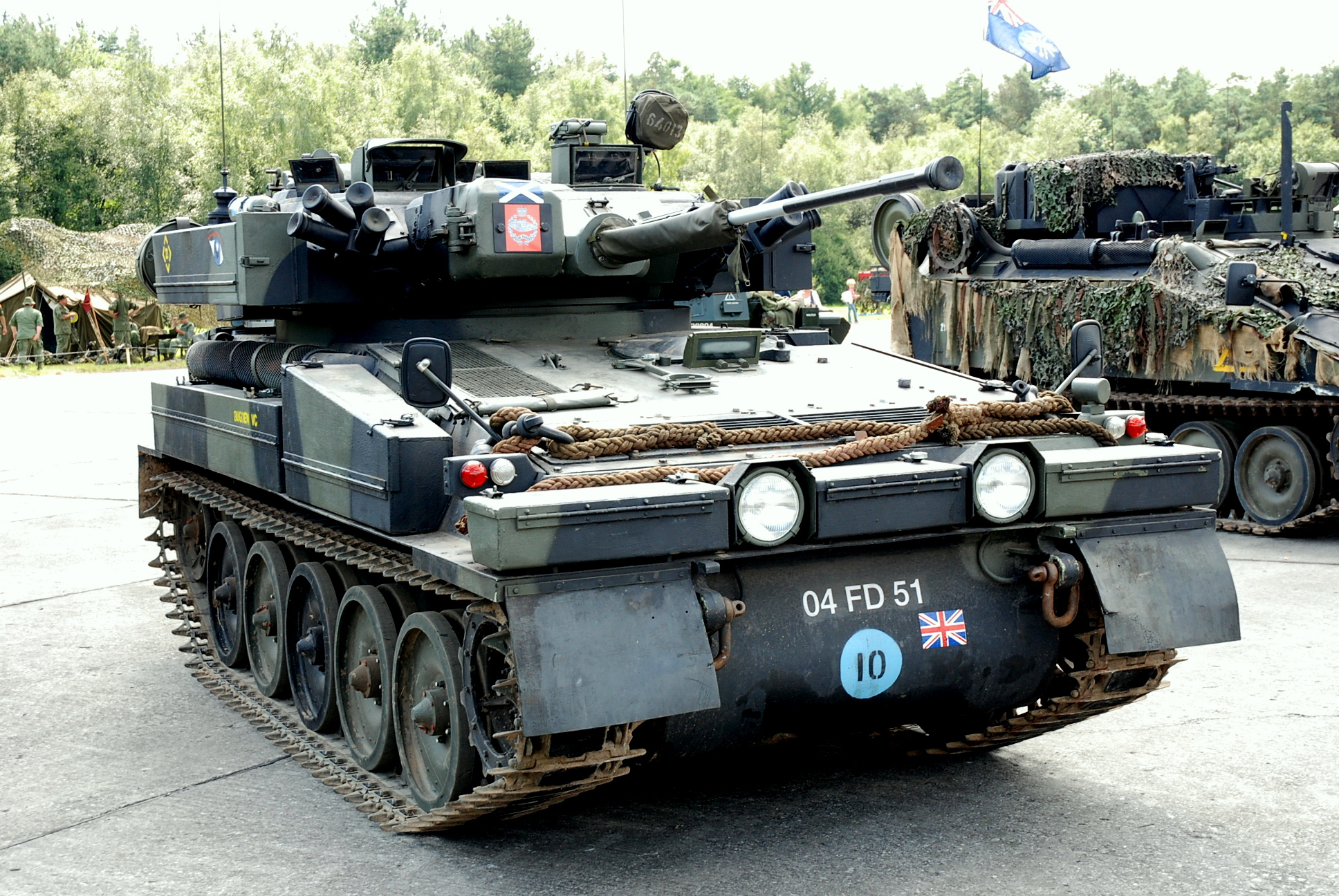
FV107 シミター

本部はコンバーメア・バラックスに置かれている。実戦任務に於いて王立装甲軍団(Royal Armoured Corps)麾下に入り、中隊を実戦旅団へ派遣する。各中隊はFV107 シミター、パンサーCLV、ジャッカル・コヨーテ等を装備した装甲偵察中隊であり、偵察任務（Formation Reconnaissance (FR) ）を行なう。
傘下の中隊は、1990年代にはボスニア・ヘルツェゴビナ紛争及びコソボ紛争にNATO軍の一員として派遣され、2000年代に入ってからはイラクとアフガニスタンに派遣されている。

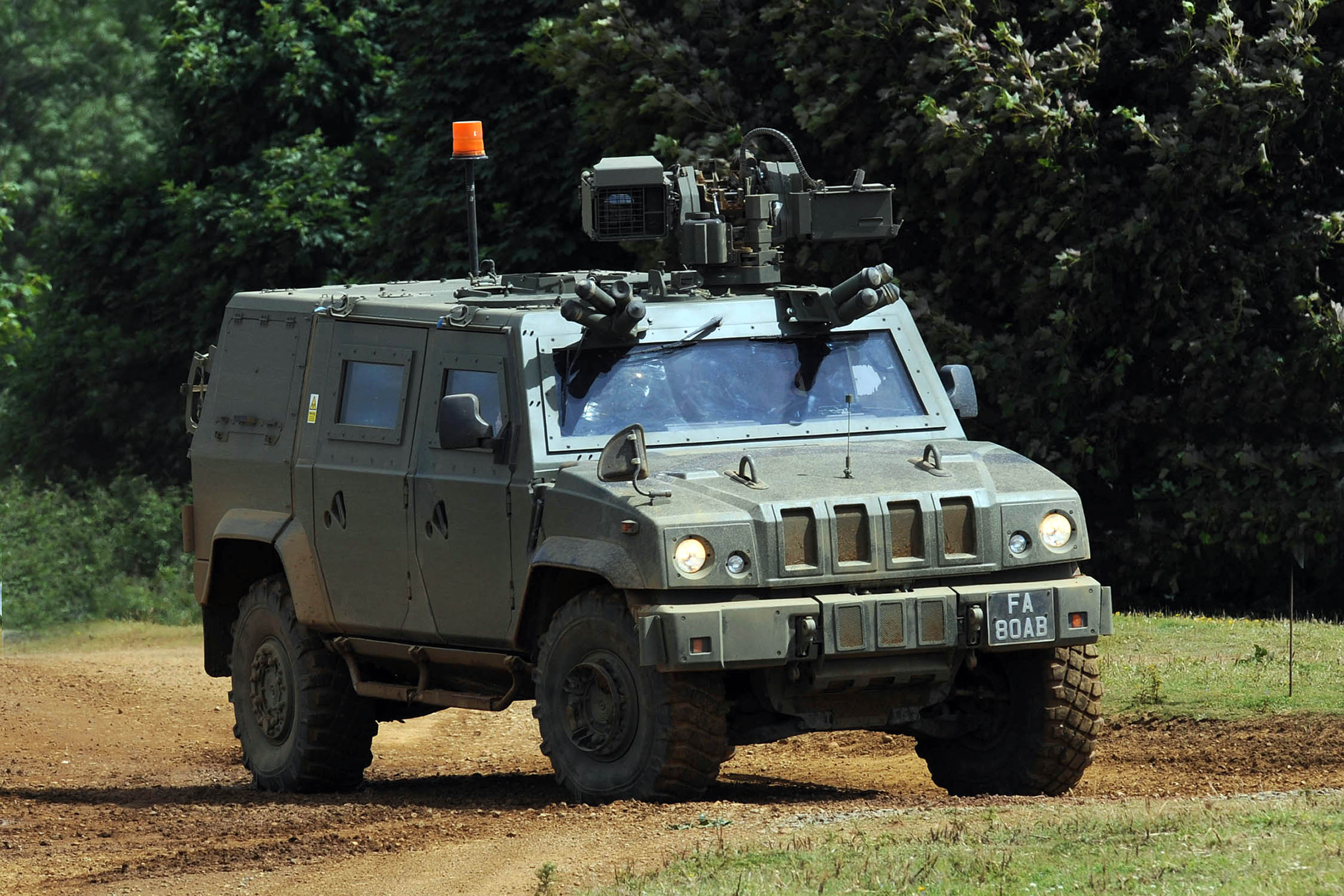
パンサーCLV
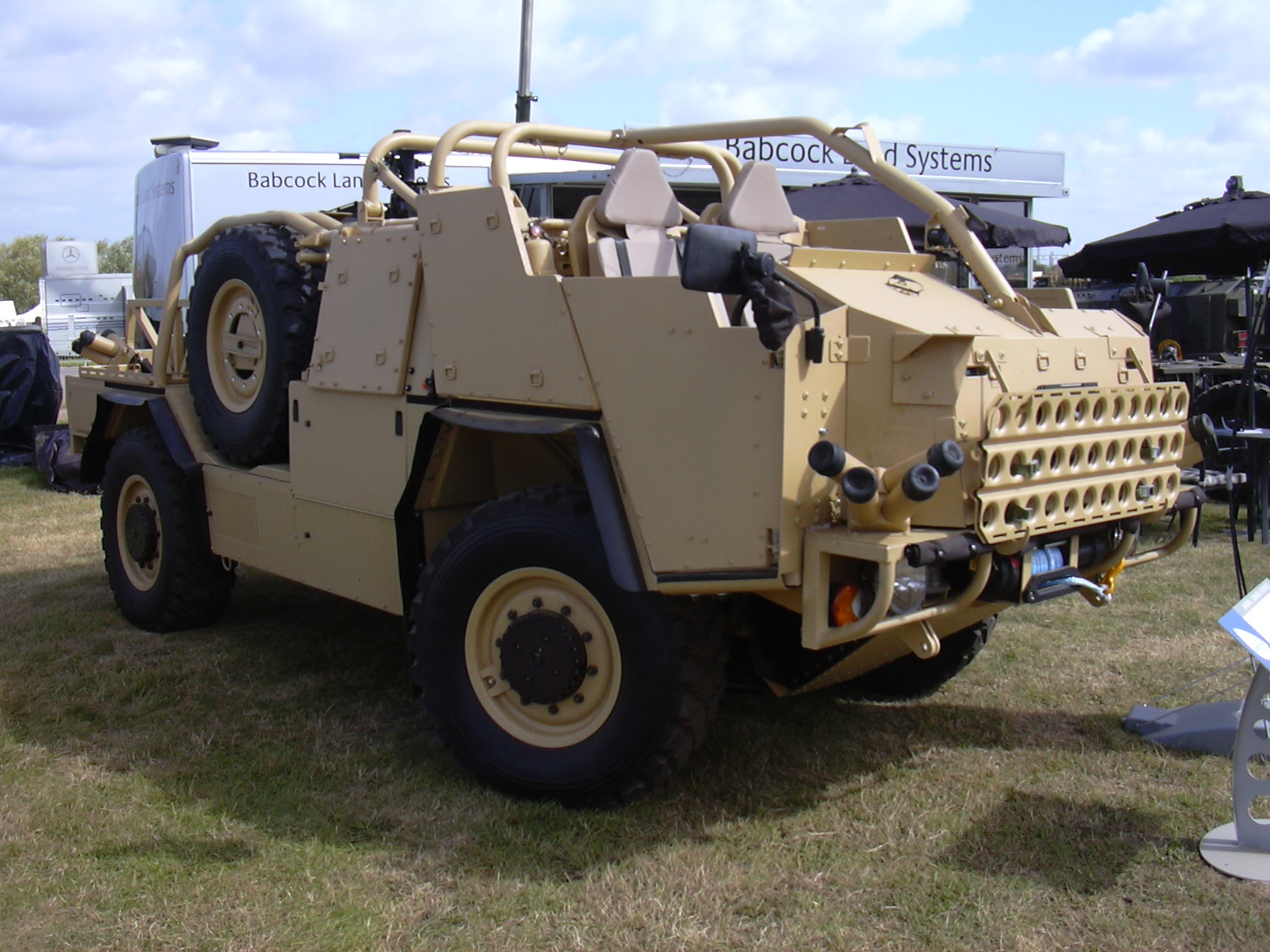
ジャッカル

### 王室騎兵乗馬連隊

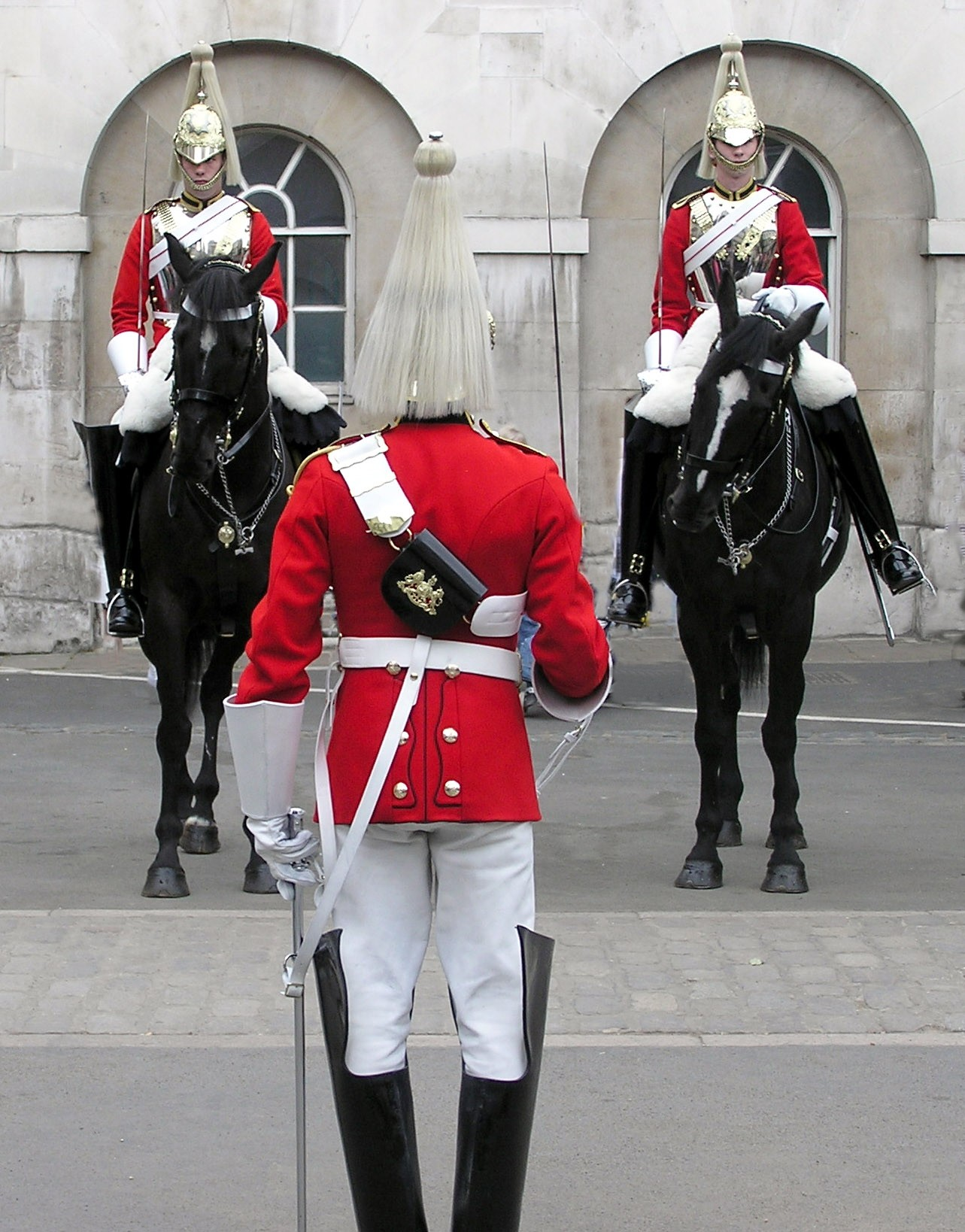
ホース・ガーズにて衛兵任務中のライフガーズ隊員と将校の背面。

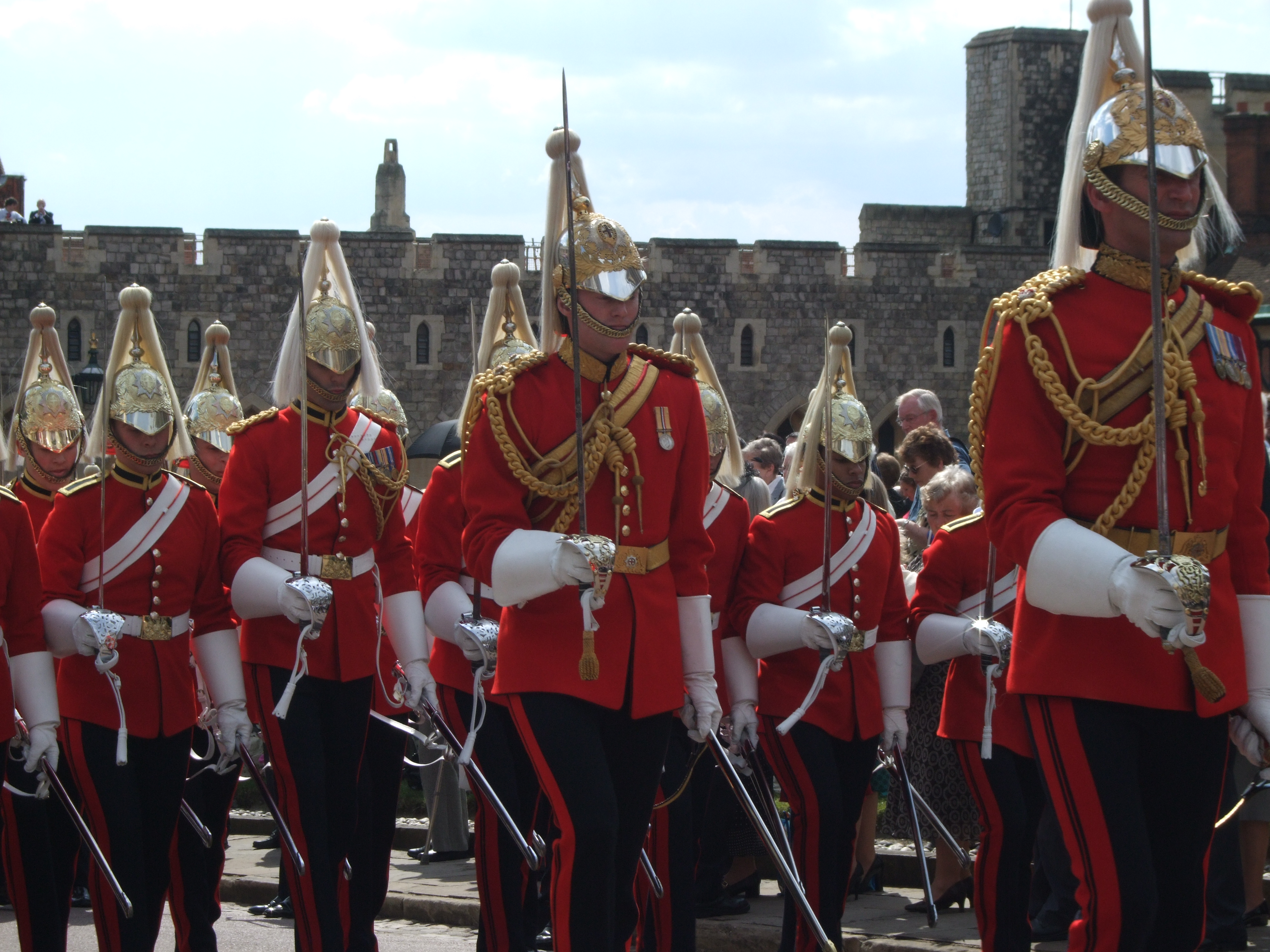
ガーターセレモニーで徒歩行進するライフガーズ。

王室騎兵乗馬連隊はロンドンのナイツブリッジにあるハイドパーク・バラックス（Hyde Park Barracks）に本部を置き、儀仗・衛兵任務を行なう部隊であり、ホース・ガーズでの衛兵任務、トゥルーピング・ザ・カラー（Trooping the Colour）或は戴冠式や王族の結婚式のパレードを騎馬で行なう他、ガーターセレモニーの際は徒歩で隊列を先導する。この際に着用するライフガーズ連隊の正装は赤いジャケット（ブルーズ・アンド・ロイヤルズ連隊は紺）で、ヘルメットの羽飾りは白（ブルーズ・アンド・ロイヤルズ連隊は赤）である。両連隊とも、乗馬時には胸甲を着用し、白のキュロットとブーツを履き、徒歩行進の際は胸甲を付けず、濃紺の長ズボンの下に半長靴を履く。
王室騎兵連隊を含む他の連隊には軍医総監部から軍医が派遣されているが、王室騎兵乗馬連隊は多くの馬を保有しているため、それに加えて獣医が所属している。獣医はライフガーズとブルーズ・アンド・ロイヤルズ何れかの連隊の制服を着用するが、帽子は他の将兵と異なり、侍従武官のような二角帽を着用する。また、他の連隊にない役職としてはライディング・マスター（Riding Master）と呼ばれる将校がおり、兵士への乗馬指導や新しい馬の調教を行なう。
他国の軍隊には殆ど馬がいなくなった現代でもイギリスの騎兵は高い乗馬技術を維持しており、オリンピック馬術競技のメダリストも輩出している。王族の馬術指導は騎兵将校が行なうが、ライフガーズの将校はその機会も多い。皇太子妃ダイアナ との不倫騒動で有名になったジェームス・ヒューイット（James Hewitt）の場合も、同連隊将校としてダイアナの馬術指導をしたことからロマンスに発展した。王室女性と騎兵将校のロマンスとして有名な例としては、ミュンヘンオリンピックの金メダリストであり、アン王女と結婚した（後に離婚）マーク・フィリップス大尉（Mark Phillips）がいる。

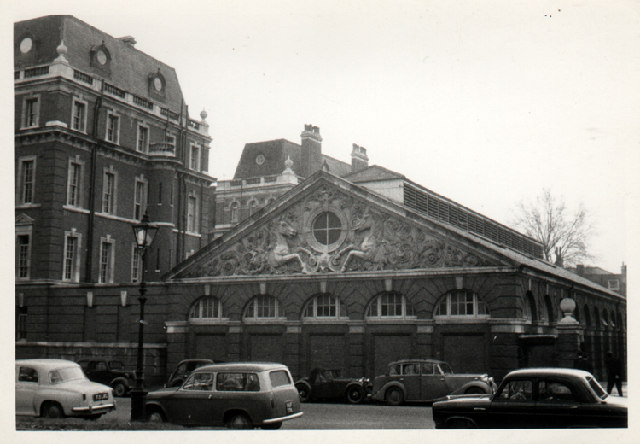
ハイドパーク・バラックス。
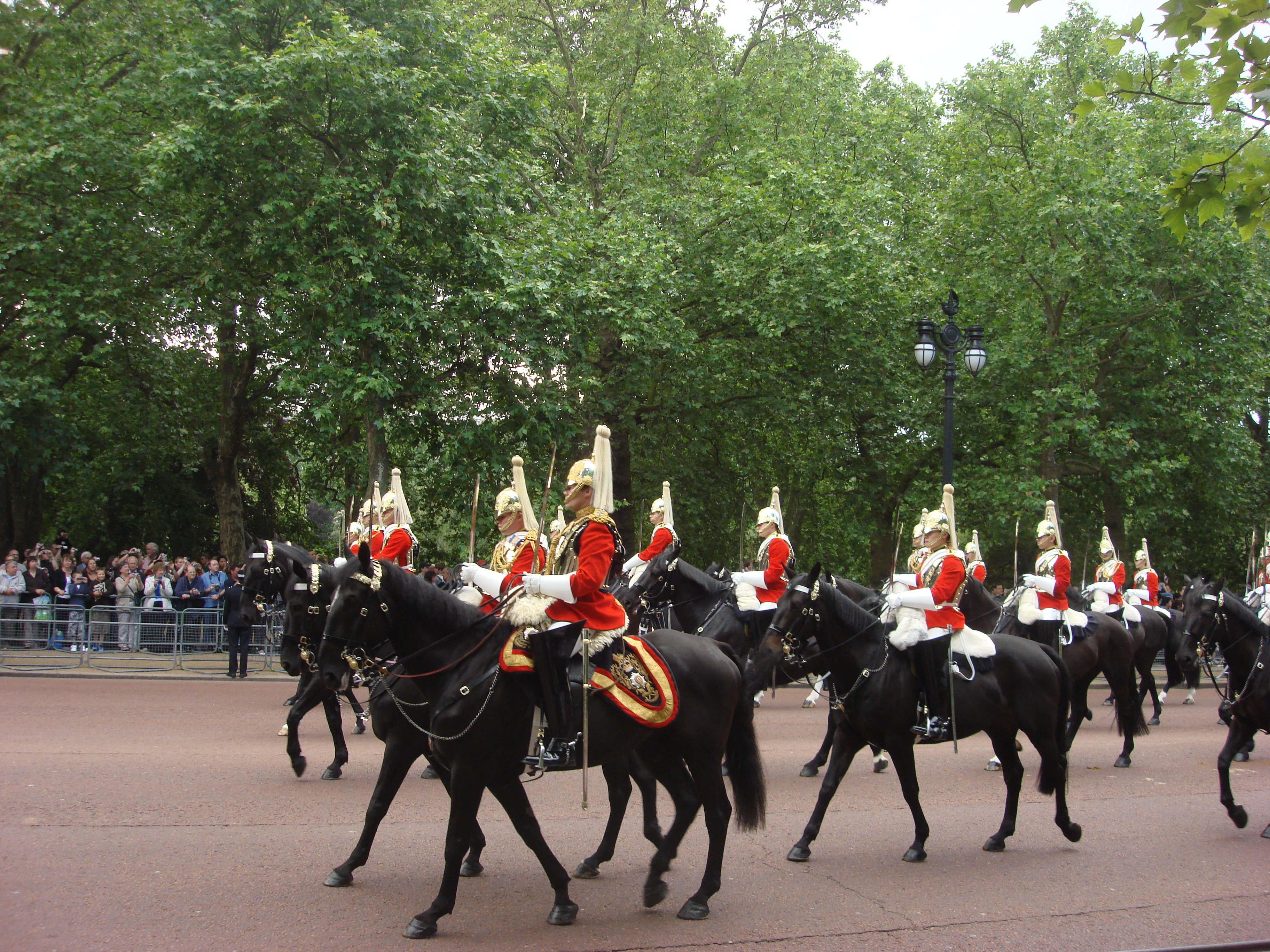
トゥルーピング・ザ・カラーで行進するライフガーズ。
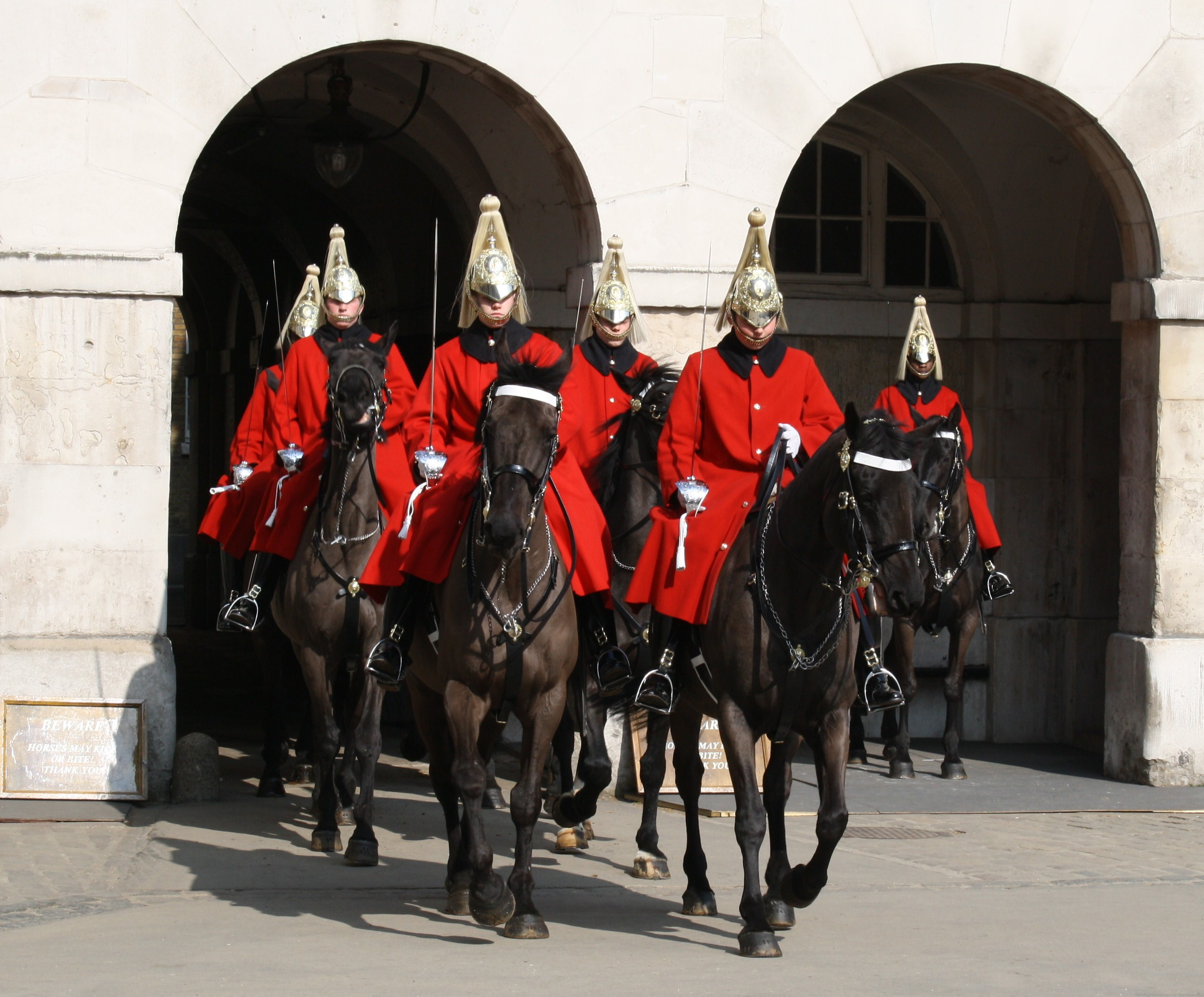
外套を着用したライフガーズ。

### ライフガーズ軍楽隊

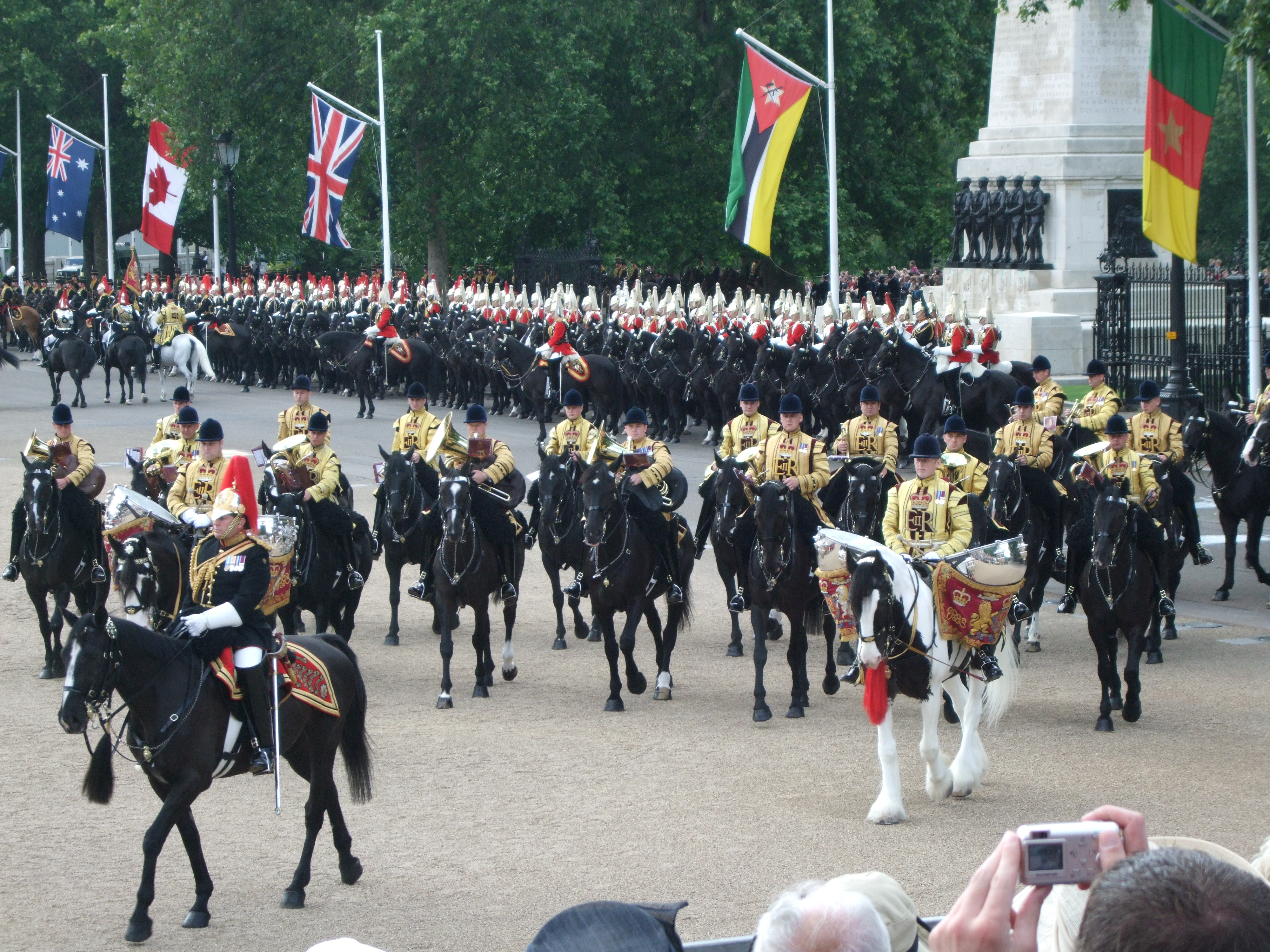
乗馬整列したライフガーズの前を行進する王室騎兵隊合同軍楽隊。ドラム手（先頭の2名）のうち向かって左、馬の額にガーター勲章の星章が付いているのがライフガーズのドラム手。

陸軍音楽軍団（Corps of Army Music）の下にはライフガーズ軍楽隊（The Band of The Life Guards）がある。陸軍音楽軍団は陸軍音楽学校を母体とし、全陸軍の連隊及び兵科軍団の軍楽隊を分離して編入させたものである。かつてライフガーズ連隊傘下にあった軍楽隊もここに編入されている。ブルーズ・アンド・ロイヤルズ軍楽隊と合同して大規模編成で演奏することもある。

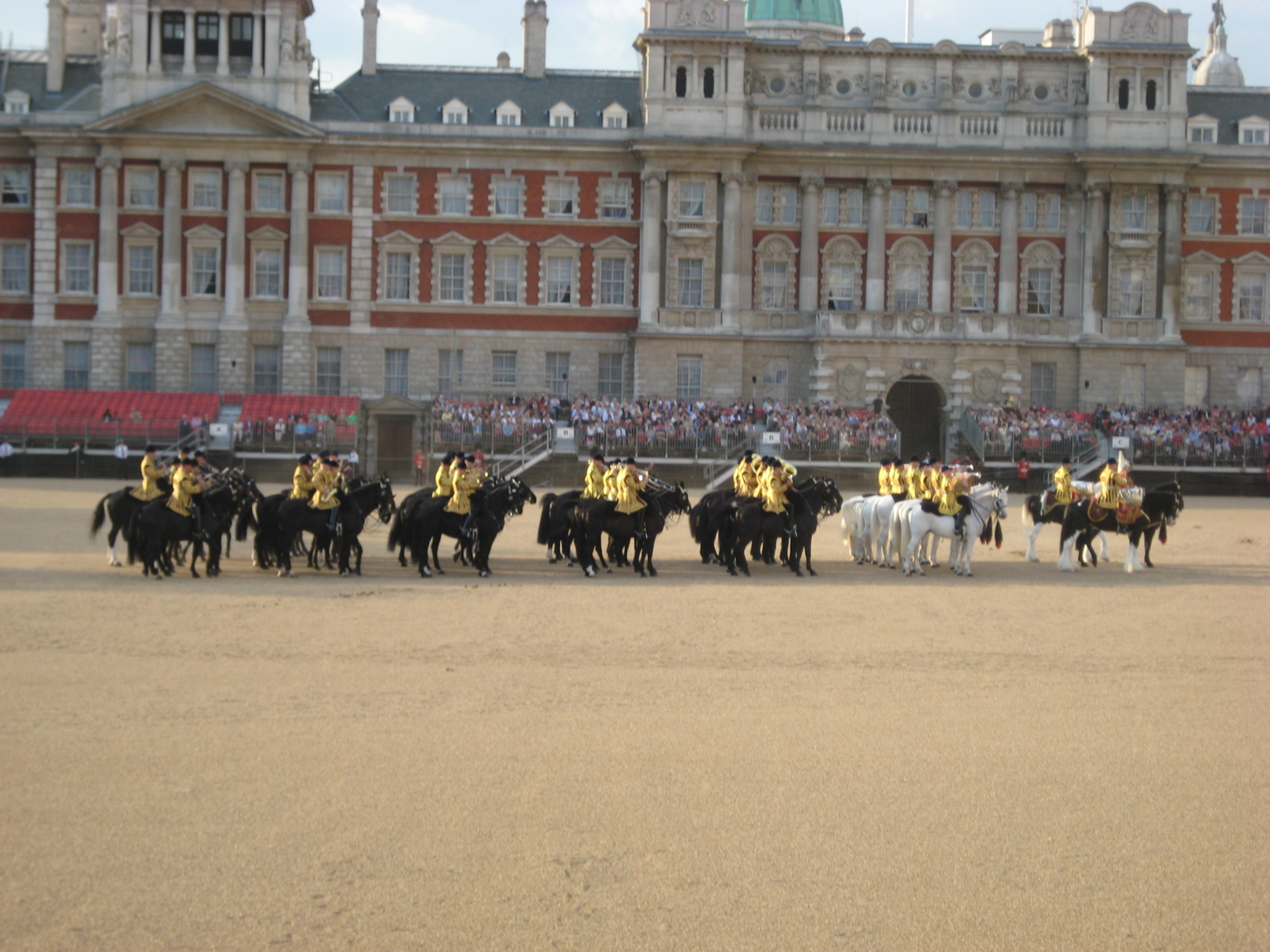
王室騎兵隊合同軍楽隊。ハクニーに乗ったドラム手（先頭の2名）のうち、鞍の後端が丸いのがライフガーズで、尖っているのがブルーズ・アンド・ロイヤルズのドラム手。